# Liste des ducs de Grande-Pologne
La liste des ducs de Grande-Pologne énumère les souverains qui ont gouverné le duché de Grande-Pologne et les territoires issus de son démembrement. 
Le testament de Bolesław III (1085/6-1138) marque le début du démembrement territorial de la Pologne. Bolesław III a partagé son royaume entre ses fils, chacun recevant un duché héréditaire. Mieszko III dit le Vieux reçoit la Grande-Pologne (avec Poznań comme capitale).
Par la suite, la Grande-Pologne est partagée entre les descendants et successeurs de Mieszko III jusqu’à l’extinction de sa lignée en 1296. Après une courte période pendant laquelle la Grande-Pologne est gouvernée par des Piasts issus d’autres lignées et par les rois de Bohême, Władysław Ier surnommé le Bref (couronné roi en 1320) incorpore cette région à la Pologne qu’il réunifie. 

Blason de la voïvodie de Grande-Pologne.

## Duché deGrande-Pologne
- 1138-1179 Mieszko III le Vieux (Mieszko III Stary)
- 1179-1181 Odon de Poznan (Odon Poznański)

| Nord de la Grande-Pologne (Poznań et Gniezno)        | Kalisz | Sud la Grande-Pologne                       |
| - 1181-1190 Mieszko III le Vieux (Mieszko III Stary) | - 1181-1190 Mieszko III le Vieux (Mieszko III Stary)                                                                       | - 1179-1194 Odon de Poznan (Odon Poznański) |
| - 1190-1202 Mieszko III le Vieux (Mieszko III Stary) | - 1190-1193 Mieszko le Jeune (Mieszko Młodszyi)                                                                            | - 1179-1194 Odon de Poznan (Odon Poznański) |
| - 1190-1202 Mieszko III le Vieux (Mieszko III Stary) | - 1193-1194 Odon de Poznan (Odon Poznański) - 1194-1202 Władysław III surnommé aux Jambes Grêles (Władysław III Laskonogi) |                                             |

- 1202-1207 Władysław III  (Władysław III Laskonogi)

| Poznań | Gniezno                                                               | Kalisz                                                                      |
| - 1207-1229 Władysław III aux Jambes Grêles (Władysław III Laskonogi) | - 1207-1229 Władysław III aux Jambes Grêles (Władysław III Laskonogi) | - 1207-1217 Władysław Odonic (Władysław Odonic)                             |
| - 1217-1227 Władysław III aux Jambes Grêles (Władysław III Laskonogi) |                                                                       |                                                                             |
| - 1227-1229 Władysław III aux Jambes Grêles (Władysław III Laskonogi) | - 1227-1229 Władysław III aux Jambes Grêles (Władysław III Laskonogi) | - 1227-1229 Władysław Odonic (Władysław Odonic) duc d’Ujście de 1223 à 1229 |
| - 1229-1234 Władysław Odonic (Władysław Odonic) |                                                                       |                                                                             |
| - 1234-1238 Henryk Ier dit le Barbu (Henryk I Brodaty) | - 1234-1238 Władysław Odonic (Władysław Odonic)                       | - 1234-1238 Henryk Ier dit le Barbu (Henryk I Brodaty)                      |
| - 1238-1241 Henryk II le Pieux (Henryk II Pobożny) - 1241-1247 Przemysł Ier (Przemysł I Wielkopolski) et Bolesław dit le Pieux (Bolesław Pobożny) |                                                                       |                                                                             |
| - 1247-1250 Przemysl Ier (Przemysł I Wielkopolski) | - 1247-1249 Przemysl Ier (Przemysł I Wielkopolski)                    | - 1257-1250 Bolesław dit le Pieux (Bolesław Pobożny)                        |
| - 1247-1250 Przemysl Ier (Przemysł I Wielkopolski) | - 1249-1250 Bolesław dit le Pieux (Bolesław Pobożny)                  | - 1257-1250 Bolesław dit le Pieux (Bolesław Pobożny)                        |
| - 1250-1253 Przemysl Ier (Przemysł I Wielkopolski) |                                                                       |                                                                             |
| - 1253-1257 Przemysl Ier (Przemysł I Wielkopolski) | - 1253-1257 Bolesław surnommé le Pieux (Bolesław Pobożny)             | - 1253-1257 Bolesław surnommé le Pieux (Bolesław Pobożny)                   |
| - 1257-1277 Bolesław surnommé le Pieux (Bolesław Pobożny) |                                                                       |                                                                             |
| - 1277-1279 Przemysł II (Przemysł II) | - 1277-1279 Bolesław surnommé le Pieux (Bolesław Pobożny)             | - 1277-1279 Bolesław surnommé le Pieux (Bolesław Pobożny)                   |
| - 1279-1296 Przemysł II (Przemysł II) - 1296-1300 Władysław dit le Bref (Władysław Łokietek) - 1300-1305 Venceslas II de Bohême (Wacław II Czeski) - 1305-1306 Venceslas III de Bohême (Wacław III Czeski) - 1306-1309 Henryk III de Głogów (Henryk III Głogowczyk) |                                                                       |                                                                             |

À sa mort, ses enfants, mineurs, règnent conjointement sur la Grande-Pologne, avant de se la partager en 1312 :
- 1309-1312 Przemko II de Głogów (Przemko II Głogowski), Henryk IV dit le Fidèle (Henryk IV Wierny), Jan de Ścinawa (Jan Ścinawski), Bolesław d'Oleśnica (Bolesław Oleśnicki),  Konrad Ier d'Oleśnica (Konrad I Oleśnicki)

Parage de 1312 :
- Duché de Poznań : 1312-1314 Przemko II de Głogów (Przemko II Głogowski), Henryk IV dit le Fidèle (Henryk IV Wierny) et Jan de Ścinawa (Jan Ścinawski)
- Duché de Gniezno : 1312-1314 Bolesław d'Oleśnica (Bolesław Oleśnicki)
- Duché de Kalisz : 1312-1314 Konrad Ier d'Oleśnica (Konrad I Oleśnicki)

En 1314, Władysław Ier surnommé le Bref (Władysław Łokietek), roi de Pologne et duc de Cracovie, s'empare de la Grande-Pologne et réunifie la Pologne. La province de Grande-Pologne est formée de la voïvodie de Poznań et de la voïvodie de Kalisz.

## Mise en garde
Certaines dates sont approximatives.